# Strážný (Ralská pahorkatina, 362 m)
Strážný vrch (362 m n. m., německy Wachberg) je vrch v okrese Česká Lípa, v Libereckém kraji. Leží při západním okraji obce Pertoltice pod Ralskem na jejím katastrálním území.

## Popis vrchu
Je to suk ve tvaru nesouměrné kupy tvořený subvulkanickou bazaltoidní brekcií a melilitem v širším obalu zpevněných svrchnokřídových vápnitých sedimentů se sprašovou pokrývkou. Zvedá se na pravém svahu údolí Panenského potoka. Jeho vrchol plynule navazuje na náhorní plošinu mezi Mimoní, Pertolticemi pod Ralskem a Bohaticemi a je z tohoto pohledu nevýrazný. Vrchol Strážného vynikne z pohledu od Pertoltic pod Ralskem, nebo od městské části Mimoň IV. Pokrývá ho listnatý porost, částečně pole, louky a rozptýlené keřové porosty.

## Geomorfologické zařazení
Vrch náleží do celku Ralská pahorkatina, podcelku Zákupská pahorkatina, okrsku Cvikovská pahorkatina, podokrsku Brnišťská vrchovina a Bohatické části.

## Přístup

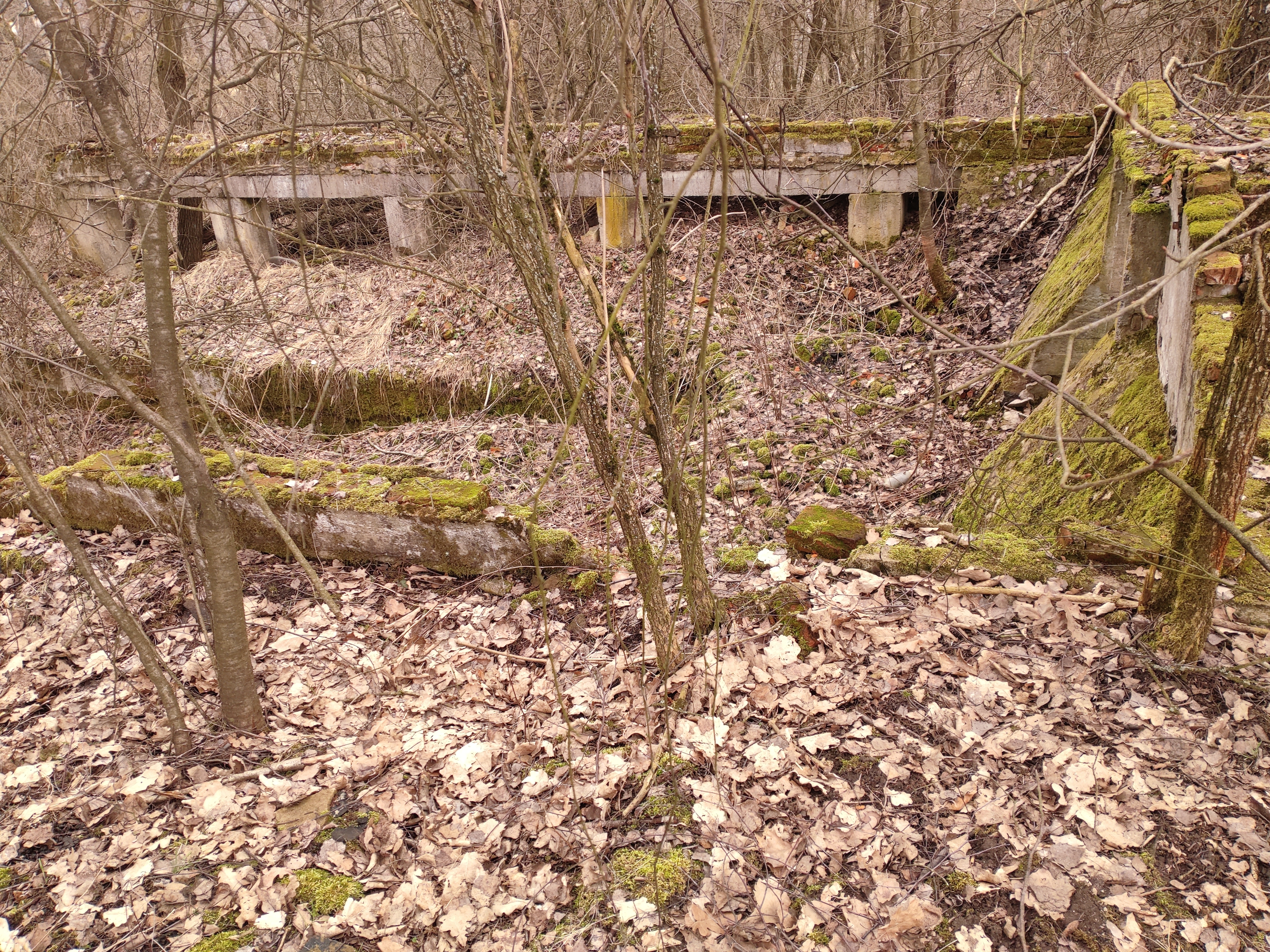
Pozůstatky sovětské radarové základny z 90. let 20. století

Do roku 1990 byl vrch Strážný nepřístupný, byla zde umístěna radarová základna Střední skupiny vojsk sovětské armády. Na vrchol kopce nevede žádné turistické značení, nejbližší turistická značka je rozcestník v Pertolticích pod Ralskem (modrá) od kterého je značena odbočka po žluté k místní železniční stanici. Od místní železniční zastávky (koncový bod žluté turistické značky) vede polní cesta, po které se dá severní, nebo západní oklikou dojít na vrchol.